# Nicola Loda
Nicola Loda (Brescia, 27 juli 1971) is een voormalig Italiaans wielrenner.

## Belangrijkste overwinningen
1993
- Trofeo Città di Castelfidardo

1999
- 1e etappe Ronde van Denemarken

2000
- 2e etappe Ronde van Luxemburg
- 2e etappe Midi Libre

2003
- 2e etappe Ronde van Luxemburg

## Resultaten in voornaamste wedstrijden
| Jaar | Ronde van Italië | Ronde van Frankrijk | Ronde van Spanje |
| ---- | ---------------- | ------------------- | ---------------- |
| 1994 |                  |                     |                  |
| 1995 | 90e              | 100e                |                  |
| 1996 | 56e              |                     | opgave           |
| 1997 | 44e              | 110e                |                  |
| 1998 | 46e              |                     |                  |
| 1999 | opgave           |                     |                  |
| 2000 |                  |                     | 97e              |
| 2001 |                  | 99e                 |                  |
| 2002 |                  | 121e                | 88e              |
| 2003 |                  | opgave              |                  |
| 2004 | 74e              |                     |                  |
| 2005 |                  |                     |                  |

| Jaar | Milaan-San Remo | Gent-Wevelgem | Ronde van Vlaanderen | Parijs-Roubaix | Amstel Gold Race | Luik-Bast.‑Luik | Parijs-Tours | Bretagne Classic |
| ---- | --------------- | ------------- | -------------------- | -------------- | ---------------- | --------------- | ------------ | ---------------- |
| 1994 |                 |               |                      |                |                  |                 |              | 19e              |
| 1995 |                 | 22e           |                      | 18e            |                  | 40e             |              | 25e              |
| 1996 | 101e            | 45e           | 75e                  | 15e            |                  |                 |              | 8e               |
| 1997 | 56e             | 28e           | 65e                  | 49e            |                  |                 |              |                  |
| 1998 | 76e             |               | 66e                  | 33e            | 25e              | 36e             | 137e         |                  |
| 1999 | 15e             |               |                      | 48e            |                  |                 |              |                  |
| 2000 | 118e            | 28e           | 97e                  | 48e            | 74e              |                 | 20e          |                  |
| 2001 | 135e            | 43e           |                      | 29e            |                  |                 | 16e          |                  |
| 2002 |                 | 51e           |                      |                | 64e              |                 | 32e          |                  |
| 2003 |                 |               |                      |                |                  |                 |              |                  |
| 2004 |                 |               |                      |                |                  |                 |              |                  |
| 2005 |                 | 29e           |                      | 56e            |                  |                 | 101e         |                  |